# Proprioreceptor

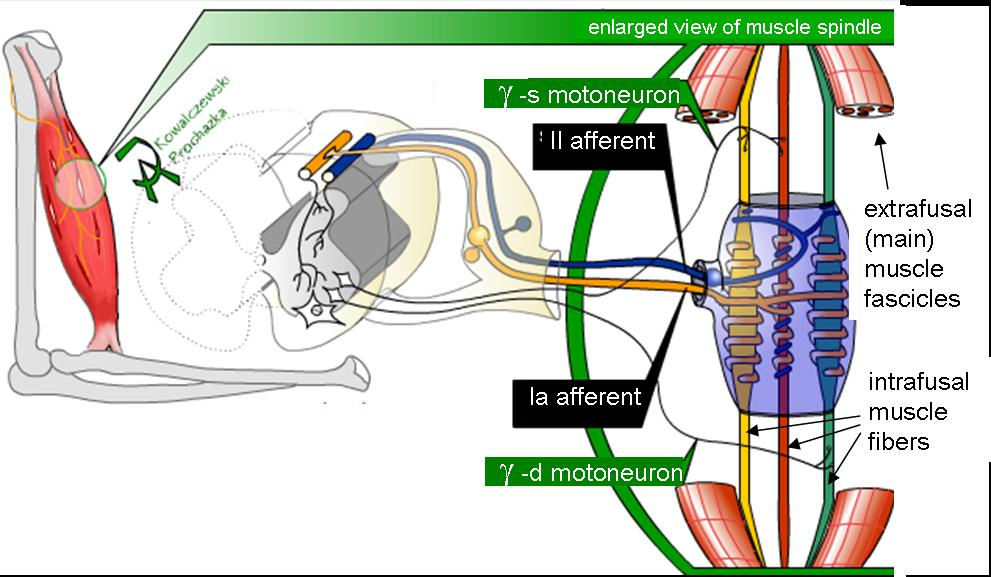
Schemat budowy wrzeciona nerowowo-mięśniowego u ludzi

Proprioreceptor – receptor reagujący na procesy zachodzące wewnątrz organizmu, np. receptor czucia głębokiego informujący o pozycji ciała. Proprioreceptory występują w mięśniach szkieletowych, ścięgnach i stawach. Zalicza się do nich:
- wrzecionko nerwowo-mięśniowe
- wrzecionko nerwowo-ścięgniste
- ciałko dotykowe
- ciałko blaszkowate
- ciałka Ruffiniego
- wolne zakończenia nerwowe w stawach

Niektórzy autorzy do proprioreceptorów zaliczają również komórki rzęsate części błoniastej błędnika oraz kanałów półkolistych.